# Флоггер

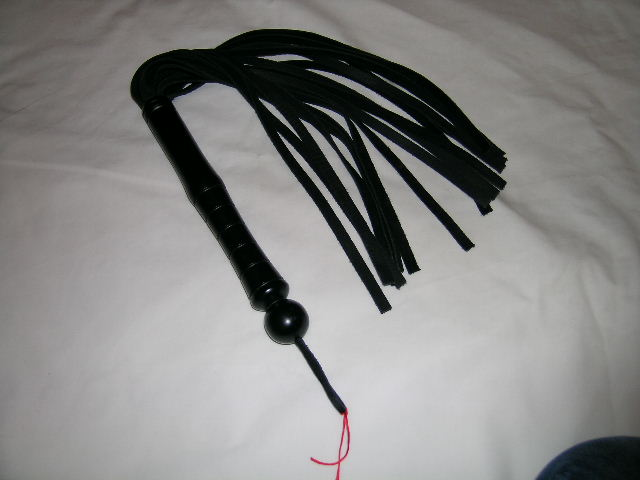
Кожаный флоггер

Это статья об аксессуарах БДСМ. О самолёте «МиГ-27 Флоггер» см. статью МиГ-27.
Фло́ггер, также флагелля́тор, многохво́стка — плеть с несколькими (как правило, от 10 до 50) гладкими хвостами. Используется в основном в среде БДСМ.
Чаще всего изготовляется из мягкой кожи средней толщины (1—2 мм) и состоит из жесткой ручки и хвостов, нарезанных непосредственно из листовой кожи. Количество хвостов может колебаться от 6—8 до 40—60 штук. Общая длина, как правило, не превышает 800 мм. Также встречаются латексные флоггеры и флоггеры с нейлоновыми хвостами. Флоггер из множества тонких ремешков также носит название мартинет.
В зависимости от типа материала, его толщины и структуры многохвостка может быть как мягким, так и жёстким инструментом для коротких и сильных воздействий. При этом мягкие флоггеры встречаются значительно чаще. Мягкостью флоггера объясняется его широкое распространение как внутри сферы БДСМ, так и вне её пределов, поскольку как инструмент для флагелляции флоггер практически безопасен при любой силе воздействия. Таким образом, психологический эффект применения флоггера сочетается с достаточно слабым ударным воздействием и низкой болезненностью. По этой причине флоггеры также часто используют пары, не практикующие БДСМ в полном понимании этого слова.
Внутри тематики БДСМ флоггеры чаще всего используются в начале флагелляции, как «разогревочный» инструмент, применяемый в начале сеанса флагелляции, с последующим переходом к более жёстким «девайсам». Однако, в силу своей универсальности, флоггер может с успехом использоваться в течение всего сеанса.